# All of Us Strangers
All of Us Strangers és una pel·lícula britànica de fantasia romàntica de 2023 escrita i dirigida per Andrew Haigh, i basada parcialment en la novel·la Strangers de Taichi Yamada escrita en 1987. La pel·lícula és protagonitzada per Andrew Scott, Paul Mescal, Jamie Bell i Claire Foy. És la segona adaptació cinematogràfica de la novel·la, després de la pel·lícula japonesa Ijintachi to no Natsu de 1988 dirigida per Nobuhiko Obayashi.
La pel·lícula es va estrenar al 50è Festival de Cinema de Telluride el 31 d'agost de 2023, i està previst que s'estreni al Regne Unit el 26 de gener de 2024, per Searchlight Pictures. Està previst que s'estreni als Estats Units el 22 de desembre de 2023 i al Regne Unit el 26 de gener de 2024.

## Premissa
Una nit, en el seu bloc de pisos gairebé buit de Londres, Adam (Andrew Scott) es topa de sobte amb un misteriós veí, Harry (Paul Mescal), que trenca la monotonia de la seva vida diària. A mesura que neix una relació romàntica entre ells, Adam l'hi inquieta els records del passat i es veu arrossegat de tornada a la ciutat suburbana on va créixer, i a la casa de la seva infància on els seus pares (Claire Foy i Jamie Bell), semblen estar vivint, tal com estaven el dia en què van morir, trenta anys abans.